# Quercus fagineomirbeckii
Quercus fagineomirbeckii är en bokväxtart som beskrevs av Emilio Huguet del Villar y Serrataco. Quercus fagineomirbeckii ingår i släktet ekar, och familjen bokväxter. Inga underarter finns listade.